# Майковскис, Болеслав Язепович
Болеслав Язепович Майковскис (латыш. Boļeslavs Maikovskis, в русских документах чаще Майковский, также Болеслав Местерс; 1904—1996) — военный преступник, в годы немецкой оккупации Латвии (1941—1944) — полицейский, причастный к массовым убийствам мирных жителей на оккупированных территориях.

## Биография
Болеслав Местерс (Майковский) родился 21 января 1904 года на хуторе Местери Стирниенской волости Режицкого уезда Витебской губернии. В семье Язепа Местера и его жены Гертруды, урождённой Бец, было семеро детей, в том числе сыновья Константин, Язеп и Александр. В 1919 году семья осталась без кормильца, так как погиб отец.
Болеслав получил начальное образование в Стирниенской волостной школе и продолжил его в Вараклянской гимназии. Ещё в публикациях 1920-х годов Болеслав фигурирует как Местерс, затем меняет фамилию на Майковский.
С 1930 по 1932 год служил в латвийской армии. После этого жил в Аташиене (1932—1936), Лиелупе (1936—1940). Работал бухгалтером, бригадиром.
В 1933 году вступил в полувоенную организацию айзсаргов и состоял в ней до 1940 года в чине капитана Рижского полка, командовал ротой 17-го Резекненского полка. Свою приверженность этой организации он объяснял желанием «укреплять порядок и демократические принципы» своего отечества.
20 мая 1939 года женился на Янине Ритиньш (род. 21 января 1914 в Субинайте Режицкого уезда).

### В годы Второй Мировой войны
После присоединения Латвии к СССР, когда организация айзсаргов была распущена, Майковский, по его словам, был арестован за участие в ней, провёл в заключении три недели и был освобождён 26 января 1941 года. В том же году Майковский переехал в Баркаву, работал бухгалтером Резекненского дорожного управления.
Во время немецкой оккупации Майковский, как и его брат Вадим, добровольно пошёл на службу во вспомогательную полицию (впоследствии Вадим Майковский стал начальником следственного управления Киевской полиции, а ближе к концу войны — членом КОНР).
27 июля 1941 года Болеслав Майковский был назначен на должность начальника 2-го участка полиции округа Розиттен (Резекне). В этом качестве он стал организатором уничтожения латвийской деревни Аудрини 2-4 января 1942 года и массового уничтожения евреев и цыган на территории своего участка, в который входили Разна, Берзгале, Макашени, Озолайне, Кауната и Дрицены. По его приказу было убито 126 евреев.
В 1942 году Майковский поступил на юридический факультет Латвийского университета, но курса не окончил.
Служебное рвение Майковского оценило нацистское начальство: верховный руководитель СС и начальник полиции Остланда Еккельн 20 апреля 1943 г. наградил его Крестом военных заслуг 2-й степени с мечами. Награждены были и соучастники Аудриньского массового убийства Харальд Пунтулис и Язеп Дроздовский.

### Переезд в США
После освобождения Латвии Майковский 30 ноября 1944 года бежал в Австрию (по другим сведениям, в Германию), вслед за ним вскоре выехала и его жена Янина. Оба оказались в лагере для беженцев в нидерландском Пинненбурге, где Болеслав продолжил изучать юриспруденцию в Балтийском университете, получив 1949 году степень магистра.
В 1950 году попросил разрешения на въезд в США. 5 сентября 1950 года ему было отказано по разделу 13 статьи 774 Публичного права, так как организация айзсаргов, в которой состоял Майковский, была включена в список нежелательных в США.
На допросах в ФБР США в 1950-е годы Майковский сообщал, что его отец был убит большевиками в 1919 году, а двое братьев депортированы в Сибирь, однако ни имён этих братьев, ни даты депортации не указал.
26 июля 1951 года вторичное прошение Майковского о въезде в США было рассмотрено положительно, так как к тому времени организация айзсаргов была исключена из «черного» списка. В ноябре Майковский с женой отправились за океан из Бремерсхафена.
36 лет Майковский жил в Минеоле (штат Нью-Йорк), работал мастером по укладке ковров. Занялся общественной деятельностью и выдвинулся в правление Ассоциации латышей Америки как представитель организации ветеранов войны «Даугавас Ванаги». К августу 1964 года он стал влиятельным лидером как в Ассоциации (занимал должность вице-президента), так и в католической латышской эмигрантской общине Нью-Йорка, был членом её комитета. Участвовал в объединении католических студентов Латвии «Дзинтарс» (куда вступил ещё в Германии в 1946 году). Был избран делегатом Ассамблеи порабощённых европейских народов (Assembly of Captive European Nations) в 1964-65 годах.
По воспоминаниям людей, знавших его, Майковский был очень религиозным человеком, в свободное от службы время пел в церковном хоре. В показаниях ФБР он сообщил, что состоял в федерации латышских католических студентов «Дзинтарс», являющейся членом Pax Romana (Международного движения католических студентов). К его прошению о въезде в США были присоединены 18 рекомендаций католических организаций, а его первым «спонсором» в США была Антонина Горшванс (Служба помощи беженцам, National Catholic Welfare Conference)

### Обвинение в военных преступлениях
В 1963 году в среде эмигрантов стало известно о документальном фильме «Vilkači» («Волки-оборотни»), в котором было рассказано об Аудриньской трагедии и роли Майковского в организации массовых убийств. Информатор ЦРУ, который видел этот фильм, будучи в поездке в Латвии, вспомнил, что в 1942 году слышал об уничтожении деревни Аудрини, однако это сделали немцы. Однако информатор счёл правдивым фильм, в котором рассказано о том, как Майковский предложил уничтожить население деревни за связь с партизанами, расстреляв или повесив всех поголовно. Он подтвердил, что в фильме была использована оригинальная немецкая кинохроника, захваченная после войны.
В фильме Майковский был упомянут по имени и обвинён в военных преступлениях. Его членство в «Даугавас ванаги» дало СССР основание считать эту организацию пособничающей военным преступникам. Серьёзные обвинения против Майковского были также выдвинуты в книге «Даугавас ванаги — кто они?» (Э. Авотиньш, 1963), адресованной зарубежным читателям. Тем не менее, широкого распространения среди эмигрантов информация о злодеяниях Майковского не получила.
12 июня 1965 года газеты «The New York Times» и «Sunday New York City» опубликовали заметки, что Советский Союз в четвёртый раз потребовал выдачи Болеслава Майковского для суда за военные преступления. ТАСС сообщило, что МИД СССР направил запросы о выдаче военных преступников в посольства трёх стран, где укрываются обвиняемые в уничтожении деревни Аудрини — США (по поводу Майковского), Канады (по поводу Харальда Пунтулиса), ФРГ (по поводу Алберта Эйхелиса). США отвергло подобные запросы на основании того, что сомневается в справедливости судебной процедуры в СССР.
Антикоммунистическая латышская газета «Laiks» («Время») 16 июня 1965 года написала о требовании СССР о выдаче Майковского под заголовком «Новая советская атака». Просоветская газета «Amerikas Latvietis» («Американский латыш») 10 июля 1965 года сообщила, что Советский Союз в очередной раз требует от «свободного мира» выдачи военных преступников, однако вряд ли это произойдёт.
В телефонном интервью ФБР Майковский сообщил, что «он латыш, а латыши во время немецкой оккупации не могли делать ничего, всё делали немцы». Советские обвинения он назвал пропагандой, в которой нет даже одного процента правды. Интервью было опубликовано в газете «The New York Times» в июне 1965 года. Майковский также утверждал, что во время войны в Аудринях не жил, а работал в Резекненской полиции клерком, а его начальником был Эйхелис, ныне житель Западной Германии. В то же время в полицейском рапорте от 20 июля 1942 года, подписанном Майковским, сообщается о ликвидации по его приказу 41 коммуниста, об аресте ещё 685 неблагонадёжных лиц и расследовании в отношении ещё 1236 человек, а также излагаются обстоятельства уничтожения 126 евреев. Ещё один полицейский рапорт связывает Майковского с депортацией более 1000 жителей Резекненского уезда на работу в Германию.
Уничтожение деревни Аудрини Майковский описал в двух рапортах. В первом, датированном 3 июля 1942 года, он сообщает начальству в Даугавпилсе о том, что все жители деревни Аудрини арестованы, а деревня сожжена. Второй, детальный отчет, датирован 8 июля 1942 года. «22 декабря прошлого года, — сообщается в рапорте, — по приказу регионального комиссара в Даугавпилсе все жители Аудрини были арестованы, а 2 января деревня была сожжена, а жители расстреляны. 30 человек подвергнуты публичной казни на рыночной площади в Резекне».
В деревне Дергилово (сейчас Чернайская волость) в мае 1942 г.  по личному приказу Майковского были повешены двое еврейских беженцев из Резекне — Фальк Борц и его жена Рая. Майковский распорядился о публичной казни и выступил перед жителями с речью о том, что так же будет казнён каждый, кто будет замечен в укрывательстве евреев. Об этом свидетельствовали бывший старший полицейский  Разненской волости Владислав Лейшс и его сослуживец Алоиз Анчс.

### Cудебные процессы
В 1964—1965 годах КГБ Латвийской ССР провело расследование деятельности руководителей полиции Резекненского уезда — А. Эйхелиса, Б. Майковского, Х. Пунтулиса, Язепа Басанковича, Яниса Красовского и Петериса Вайчука, собрав в более чем 40 томах протоколы допросов и очных ставок обвиняемых, свидетелей, участников, пострадавших. В уголовном деле содержались не только данные об Аудриньской трагедии, но и о массовых убийствах в Резекне, Каунате, Виляке, Лудзе, Риебинях.
В ходе процесса были заслушаны свидетели, рассказавшие об участии Майковского в убийствах евреев. Бывший старший полицейский  Разненской волости Владислав Лейшс показал, что в его волости проживало три семьи евреев, «одна – двое старичков, и еще две семьи», которые были арестованы группой самоохраны и  расстреляны по приказу  Майковского. Начальника группы самоохраны Каунатской волости Яниса Калниньша Майковский убеждал, что «уничтожение евреев не создаст никаких трудностей, не надо только по гуманным соображениям препятствовать действиям активных каунатских самоохранников в вопросе уничтожения евреев. Каждый полицейский участок отдельно и самостоятельно сообщает начальнику уезда о ходе ликвидации евреев на территории своего участка». По его приказу в волости было расстреляно 40-50 евреев, в том числе женщин и детей. Калниньш назвал на суде  ещё восемь случаев расстрела от одного до более 10 человек.
Судебный процесс проходил в Риге с 11 по 30 октября 1965 года. Эйхелиса, Майковского, Пунтулиса, Басанковича и Красовскиса суд приговорил к смертной казни, Вайчука — к заключению в исправительно-трудовой колонии строгого режима на 15 лет. Басанкович и Красовскис были расстреляны. Поскольку живущие на Западе Майковский, Эйхелис и Пунтулис не были выданы Советскому Союзу, они были приговорены к расстрелу заочно.
Эмигрантская пресса называла судебные процессы над военными преступниками показательными. Так, «Austrālijas Latvietis» («Латыш Австралии») в номере за 5 ноября 1965 года, описывая дело о трагедии в Аудрини, указала, что судебные процессы в Риге, как ранее в Таллине и Вильнюсе, «обращены против изгнанников, которые на западной стороне включились в борьбу против коммунизма, пытаясь приписать подсудимым „военные преступления“ и внести смятение в жизнь балтийской эмиграции».
Опасаясь депортации, Майковский в марте 1966 года подал в Службу иммиграции и натурализации США прошение о присвоении гражданства, в очередной раз пожелав сменить имя и стать Майком Болеславом Арманом (Mike Boļeslavs Armans). Но прошение было отклонено.
В 1976 году Департамент юстиции США начал дело о выдворении Майковского из США, установив, что при получении визы для въезда в страну он солгал по меньшей мере дважды. Во-первых, он указал, что во время нацистской оккупации работал бухгалтером в латвийском железнодорожном департаменте в Риге, а также что с 1941-го по 1944 год проживал в Риге и Стенде, а не в Резекне. Во-вторых, во многих анкетах, заполненных в лагерях для перемещённых лиц, он указывал, что его предыдущими профессиями были «столяр», «садовник» и т.д.
Майковский был вынужден признаться в даче ложных показаний относительно событий времён оккупации, однако продолжал настаивать, что деревня Аудрини была уничтожена по приказу германского командования, а его подразделение этот приказ выполнило.
Рассмотрение дела о выдворении затянулось. 4 августа 1978 года на Майковского было совершено вооружённое нападение, в результате которого он был ранен. В прессе указывалось, что нападавшие принадлежали к Лиге защиты евреев (Jewish Defense League), но руководство этой организации её причастность отрицало. 31 августа 1981 года на дом Майковского было совершено новое нападение «коктейлями Молотова», вызвавшее небольшой пожар. Нападавшие скрылись.
30 июня 1983 года Иммиграционный суд США отказал в высылке Майковского: судья Франц Лайон счёл, что вина подсудимого в преследовании гражданского населения недостаточно доказана, а умолчание Майковского об этом — недостаточное основание для высылки. Одновременно суд указал, что Майковский принимал участие в арестах жителей Аудрини и уничтожении деревни, а также на то, что он сознательно скрывал факт своей службы в полицейских структурах с целью получить визу США. Эмигрантское издание «Laiks» 7 июня 1983 года указало: то, что Майковский скрыл факт службы в полиции, имеет «академическое значение», поскольку многие иммигранты вовсе этого и не скрывали.
Решение суда оспорило Специальное бюро расследований Министерства юстиции США. Оно указало, что суд не принял во внимание ряд важных обстоятельств, а именно то, что уже перед приходом нацистов в Резекне Майковский присоединился к руководимым Александром Мачем «отрядам самообороны», позже преобразованным во вспомогательную полицию. 14 августа 1984 года Верховный иммиграционный суд США принял решение об высылке Майковского на основании предоставления ложной информации. К этому времени суд получил присланные из СССР видеосвидетельства, записанные в мае 1981 года, подтверждавшие участие подсудимого в уничтожении евреев в Анчупанских холмах под Резекне осенью 1941 года, то, что он отдавал приказы полицейским разных участков собираться для проведения масштабных акций. Эти обвинения прозвучали в связи с расследованием убийства евреев в Каунате, а также заключения в тюрьму цыган в Макашени.
Власти США предоставили Майковскому возможность выбора страны, куда его надлежит депортировать. Он сначала выбрал Швейцарию, но та отказалась его принять. Осенью 1987 года он, опасаясь выдачи СССР, переехал в ФРГ и обосновался в Мюнстере.
Однако в 1988 году его арестовала уже полиция Германии, начав новое расследование. Суд над Майковским в Германии начался в 1990 году по обвинению в уничтожении деревни Аудрини и других военных преступлениях. Судебное дело было прекращено в 1994 году с формулировкой «за слабостью обвиняемого» без приговора. В газете «Laiks» Майковский заявил: «Против лживых ужасных обвинений, направленных против меня и латышского народа, в более 4 лет боролся в Мюнстерском окружном суде. Я очень рад, что победила справедливость, в которой я никогда не сомневался, я благодарен милосердию Господа, дававшему мне силы».
Умер 18 апреля 1996 года в Мюнстере. Его прах был перевезён в Латвию и похоронен 1 мая на Стирниенском кладбище.